# 14124 Kamil
14124 Kamil eller 1998 QN60 är en asteroid i huvudbältet som upptäcktes den 28 augusti 1998 av den tjeckiske astronomen Lenka Kotková vid Ondřejov-observatoriet. Den är uppkallad efter den tjeckiske astronomen Kamil Hornoch.
Asteroiden har en diameter på ungefär 3 kilometer.